# Bolgo jezik
Bolgo jezik (ISO 639-3: bvo), voltaško-kongoanski jezik uže adamavske skupine, kojim govori oko 1 800 ljudi (1993 census) u čadskoj regiji Guéra, departman Bahr Signaka.
Govore se dva dijalekta, veliki (bolgo kubar) i mali bolgo (bolgo dugag). Bolgo s još devet drugih jezika pripada podskupini bua, šira skupina mbum day.

## Vanjske poveznice
- Ethnologue (14th)
- Ethnologue (15th)